# Liste der Nummer-eins-Hits in Brasilien (2021)
Diese Liste der Nummer-eins-Hits basiert auf den offiziellen Charts von Pro-Música Brasil, der brasilianischen Landesgruppe der IFPI, im Jahr 2021. Die Charts basieren vollständig auf Streaming und werden monatlich ermittelt.

## Singles
| ← 2020 ← | Liste der Nummer-eins-Hits in Brasilien | Liste der Nummer-eins-Hits in Brasilien | Liste der Nummer-eins-Hits in Brasilien                                                           | 2022 →                    |
| \| Zeitraum \| Mt. ges. \| Interpret \| Titel Autor(en) \| Zusätzliche Informationen \| \| (Zeitraum, Monate auf Platz eins, Interpret, Titel, Autor[en], zusätzliche Informationen) \| \| \| \| \| \| ----------------------------------------------------------------------------------------- \| -------- \| --------------------------------------- \| ------------------------------------------------------------------------------------------------- \| ------------------------- \| \| Januar 2021 1 Monat \| 1 \| Tarcísio do Acordeon \| Meia noite (Você tem meu Whatsapp) Valter Danadão, Zé Malhada \| – \| \| Februar 2021 1 Monat \| 1 \| DJ Ivis feat. Tarcísio do Acordeon \| Esquema preferido Iverson de Souza Araújo, Jack Pallas, Samyr Coelho, Valter Danadão \| – \| \| März 2021 – Mai 2021 3 Monate \| 3 \| Israel & Rodolffo \| Batom de cereja (ao vivo) Elcio Di Carvalho, Kito, Leo Soares, Lucas Papada \| – \| \| Juni 2021 1 Monat \| 1 \| MC Davi, MC Pedrinho & MC Don Juan \| Bipolar MC Davi \| – \| \| Juli 2021 – September 2021 3 Monate \| 3 \| João Gomes \| Meu pedaço de pecado Daniel Mendes, João Gomes \| – \| \| Oktober 2021 1 Monat \| 1 \| Henrique & Juliano \| Arranhão (ao vivo) Edson Garcia, Felipe Kef, Felipe Marins, Flavinho do Kadet, Kaique Kef, Nudoze \| – \| \| November 2021 – Dezember 2021 2 Monate \| 2 \| Marília Mendonça part. Maiara & Maraisa \| Esqueça-me se for capaz De Ângelo, Junior Gomes, Renno Poeta, Thales Lessa \| – \| |                                         |                                         |                                                                                                   |                           |
| ← 2020 |                                         |                                         |                                                                                                   | → 2022 →                  |
| Zeitraum | Mt. ges.                                | Interpret                               | Titel Autor(en)                                                                                   | Zusätzliche Informationen |
| (Zeitraum, Monate auf Platz eins, Interpret, Titel, Autor[en], zusätzliche Informationen) |                                         |                                         |                                                                                                   |                           |
| Januar 2021 1 Monat | 1                                       | Tarcísio do Acordeon                    | Meia noite (Você tem meu Whatsapp) Valter Danadão, Zé Malhada                                     | –                         |
| Februar 2021 1 Monat | 1                                       | DJ Ivis feat. Tarcísio do Acordeon      | Esquema preferido Iverson de Souza Araújo, Jack Pallas, Samyr Coelho, Valter Danadão              | –                         |
| März 2021 – Mai 2021 3 Monate | 3                                       | Israel & Rodolffo                       | Batom de cereja (ao vivo) Elcio Di Carvalho, Kito, Leo Soares, Lucas Papada                       | –                         |
| Juni 2021 1 Monat | 1                                       | MC Davi, MC Pedrinho & MC Don Juan      | Bipolar MC Davi                                                                                   | –                         |
| Juli 2021 – September 2021 3 Monate | 3                                       | João Gomes                              | Meu pedaço de pecado Daniel Mendes, João Gomes                                                    | –                         |
| Oktober 2021 1 Monat | 1                                       | Henrique & Juliano                      | Arranhão (ao vivo) Edson Garcia, Felipe Kef, Felipe Marins, Flavinho do Kadet, Kaique Kef, Nudoze | –                         |
| November 2021 – Dezember 2021 2 Monate | 2                                       | Marília Mendonça part. Maiara & Maraisa | Esqueça-me se for capaz De Ângelo, Junior Gomes, Renno Poeta, Thales Lessa                        | –                         |